# Sphaerostephanos dimidiolobatus
Sphaerostephanos dimidiolobatus är en kärrbräkenväxtart som beskrevs av Holtt. Sphaerostephanos dimidiolobatus ingår i släktet Sphaerostephanos och familjen Thelypteridaceae. Inga underarter finns listade.